# Skagboys
Skagboys est un roman de l'écrivain écossais Irvine Welsh, paru en version originale le 19 avril 2012. Il s'agit d'une préquelle à Trainspotting et à Porno.
Il dépeint les jeunes années de Renton et Sick Boy, et leur descente dans l'addiction à l'héroïne.
La traduction française du roman est sortie en avril 2016 aux éditions du Diable Vauvert.